# Maranthes chrysophylla
Maranthes chrysophylla là một loài thực vật có hoa trong họ Cám. Loài này được (Oliv.) Prance ex F.White mô tả khoa học đầu tiên năm 1976.